# Спаркмен (Арканзас)
Спаркмен (англ. Sparkman) — місто (англ. city) в США, в окрузі Даллас штату Арканзас. Населення — 355 осіб (2020).

## Географія
Спаркмен розташований на висоті 52 метрів над рівнем моря за координатами 33°55′2″ пн. ш. 92°51′0″ зх. д. / 33.91722° пн. ш. 92.85000° зх. д. (33.917295, -92.849991).  За даними Бюро перепису населення США в 2010 році місто мало площу 3,38 км², уся площа — суходіл.

## Демографія
Згідно з переписом 2010 року, у місті мешкало 427 осіб у 202 домогосподарствах у складі 114 родин. Густота населення становила 126 осіб/км².  Було 253 помешкання (75/км²). 
Расовий склад населення:
| - 56,4 % — білих - 38,4 % — чорних або афроамериканців - 3,3 % — осіб інших рас |

До двох чи більше рас належало 1,9 %. Іспаномовні складали 4,9 % від усіх жителів.
За віковим діапазоном населення розподілялося таким чином: 20,1 % — особи молодші 18 років, 59,8 % — особи у віці 18—64 років, 20,1 % — особи у віці 65 років та старші. Медіана віку мешканця становила 47,9 року. На 100 осіб жіночої статі у місті припадало 94,1 чоловіків;  на 100 жінок у віці від 18 років та старших — 90,5 чоловіків також старших 18 років.
Середній дохід на одне домашнє господарство  становив 39 172 долари США (медіана — 26 607), а середній дохід на одну сім'ю — 54 390 доларів (медіана — 46 250). За межею бідності перебувало 23,5 % осіб, у тому числі 44,6 % дітей у віці до 18 років та 3,0 % осіб у віці 65 років та старших.
Цивільне працевлаштоване населення становило 186 осіб. Основні галузі зайнятості: виробництво — 41,4 %, освіта, охорона здоров'я та соціальна допомога — 19,4 %, транспорт — 9,7 %, роздрібна торгівля — 9,1 %.
За даними перепису населення 2000 року в Спаркмені проживало 586 осіб, 167 сімей, налічувалося 237 домашніх господарств і 291 житловий будинок. Середня густота населення становила близько 172,4 осіб на один квадратний кілометр. Расовий склад Спаркмена за даними перепису розподілився таким чином: 50,85 % білих, 42,15 % — чорних або афроамериканців, 0,34 % — корінних американців, 0,17 % — представників змішаних рас, 6,48 % — інших народів. іспаномовні склали 6,83 % від усіх жителів міста.
З 237 домашніх господарств в 26,6 % — виховували дітей віком до 18 років, 48,1 % представляли собою подружні пари, які спільно проживали, в 18,1 % сімей жінки проживали без чоловіків, 29,5 % не мали сімей. 27,0 % від загального числа сімей на момент перепису жили самостійно, при цьому 11,8 % склали самотні літні люди у віці 65 років та старше. Середній розмір домашнього господарства склав 2,47 особи, а середній розмір родини — 2,95 особи.
Населення міста за віковим діапазоном за даними перепису 2000 року розподілилося таким чином: 26,6 % — жителі молодше 18 років, 8,0 % — між 18 і 24 роками, 23,5 % — від 25 до 44 років, 27,1 % — від 45 до 64 років і 14,7 % — у віці 65 років та старше. Середній вік мешканця склав 40 років. На кожні 100 жінок в Спаркмені припадало 86,6 чоловіків, у віці від 18 років та старше — 82,2 чоловіків також старше 18 років.
Середній дохід на одне домашнє господарство в місті склав 25 208 доларів США, а середній дохід на одну сім'ю — 32 875 доларів. При цьому чоловіки мали середній дохід в 26 875 доларів США на рік проти 20 795 доларів середньорічного доходу у жінок. Дохід на душу населення в місті склав 12 492 долари на рік. 14,0 % від усього числа сімей в окрузі і 21,9 % від усієї чисельності населення перебувало на момент перепису населення за межею бідності, при цьому 28,4 % з них були молодші 18 років і 18,6 % — у віці 65 років та старше.